# Juan Antonio Ugarte Pérez
Juan Antonio Ugarte Pérez (Lima, 23 de septiembre de 1938) es un sacerdote peruano. Arzobispo emérito del Cuzco.

## Biografía
Nacido en Lima. Hijo del médico Luis Ugarte Ocampo, descendiente de una antigua familia cuzqueña. Hizo sus estudios primarios y secundarios en el Colegio Champagnat de los Hermanos Maristas. Gracias a sus raíces cuzqueñas, durante niño vivió sus vacaciones en la casa hacienda de su abuela en Yucay, así mismo en Mollepata y Curahuasi.  Como Scout desde niño, tuvo la oportunidad de viajar y conocer muy bien el Perú. Estudió Ingeniería Química-Industrial, en la Universidad Nacional de Ingeniería (UNI), siendo delegado en el Congreso Universitario de Arequipa en 1958. Se graduó en 1961, trabajando en el "Centro Nacional de Productividad” y luego en el “Instituto de Ingeniería de Producción” de la UNI.
Pidió la admisión en el Opus Dei en el año 1959; en 1963 viajó  a Roma para realizar los estudios de Filosofía y Teología y luego a la Universidad de Navarra (España) en 1965, donde continuó los estudios de Teología  e inició estudios de Derecho Canónico. Es ordenado sacerdote, el 27 de agosto de 1967, por la imposición de manos del Obispo de Segovia, incardinándose en el Opus Dei. En 1968, obtiene el Doctorado en Derecho Canónico. A continuación regresa al Perú, y en noviembre del 1968 viajó a Piura, lugar de su primer destino como sacerdote y conformó, además, el primer grupo de profesores que iniciaron la Universidad de Piura.
En 1983 es nombrado obispo auxiliar de Abancay, donde estuvo desarrollando su labor pastoral durante tres años, para luego ir al Cusco y después -en 1991- a la Prelatura de Yauyos-Cañete. A finales del año 2003 es nombrado Arzobispo del Cusco, tomó posesión de esa arquidiócesis el 30 de enero de 2004.
El año 2013, al cumplir 75 años, presenta la renuncia de su cargo al Santo Padre, según la prescripción de Código de Derecho Canónico, renuncia que le fue aceptada a finales de 2014. Entrega su cargo a su sucesor el 4 de enero del 2015, desde entonces reside en Lima cumpliendo diversas tareas pastorales principalmente entre los fieles de la Prelatura Personal del Opus Dei.

## Episcopado
En 1983 colabora con el Arzobispado de Piura, prestando sus servicios como Canciller. El 18 de agosto de 1983 fue nombrado Obispo Titular de Castrum y  Obispo auxiliar de Abancay, diócesis de Perú, recibiendo la ordenación episcopal el 2 de octubre de ese mismo año. El 18 de octubre de 1986 es nombrado Obispo Auxiliar del Cuzco, luego el 4 de diciembre de 1991 es nombrado Obispo Auxiliar de Yauyos. Nombrado Prelado de Yauyos, el 15 de marzo de 1997, asume la Prelatura de Yauyos el 27 de abril del mismo año. El 29 de noviembre de 2003 es nombrado Arzobispo del Cuzco, sucediendo a Mons. Alcides Mendoza Castro.
En 1994 fue elegido por la Asamblea de la Conferencia Episcopal Presidente de la Comisión episcopal de Liturgia, cargo para el que fue reelegido para un segundo y último período hasta el 2000. Este mismo año fue elegido presidente de la Comisión Episcopal de Familia, para la que fue reelegido el año 2003 para un segundo y último período.